# Панчук Василь Тарасович
Панчук Василь Тарасович (14.09.1949 р., с. Садки, Могилів-Подільський район, Вінницька область, Україна) — примар муніципія Бєлці (Республіка Молдова)..

## Біографія
Василь Тарасович Панчук народився 14 вересня 1949 в селі Садки, Могилів-Подільський район, Вінницька область, Україна.

### Освіта
У 1971 р. закінчив Київський автомобільно-дорожній інститут, отримавши спеціальність інженера шляхів сполучення.

### Діяльність
- У 1971 Почав трудову діяльність майстром у Бельцкому дорожньо-будівельному управлінні № 5.
- У 1984 року був призначений на посаду начальника виробничого об'єднання «Автодор».
- У 1985 року був обраний заступником, потім першим заступником голови Бельцкого міськвиконкому.
- У 1987 року був обраний керуючим Бельцкого ордена Трудового Червоного Прапора будівельного тресту.
- У 1990 році закінчив Київську вищу партійну школу, отримавши після її закінчення спеціальність — політолог.
- У 1999 року був обраний заступником прімара муніципія бельць.
- У 2001, 2003, 2007 роках громадяни муніципія Белць, використовуючи своє законне право, тричі обирали Василя Тарасовича примарем Бельц, довірили йому керівництво місцевою владою.

## Нагороди
За особливі заслуги перед державою, за особистий внесок у розвиток країни і муніципія нагороджений вищими орденами:
- 18.05.2006 р. — нагороджений орденом «Gloria Muncii» (№ 571-IV)
- 17.08.2006 р. — нагороджений орденом «За заслуги» III-ступеня (Указ Президента України № 684/2006).
- 04.09.2009 р. — нагороджений орденом «Ordinul Republicii» (№ 2328-IV).